# Xã Pike, Quận Berks, Pennsylvania
Xã Pike (tiếng Anh: Pike Township) là một xã thuộc quận Berks, tiểu bang Pennsylvania, Hoa Kỳ. Năm 2010, dân số của xã này là 1.723 người.